# Совет в Филях

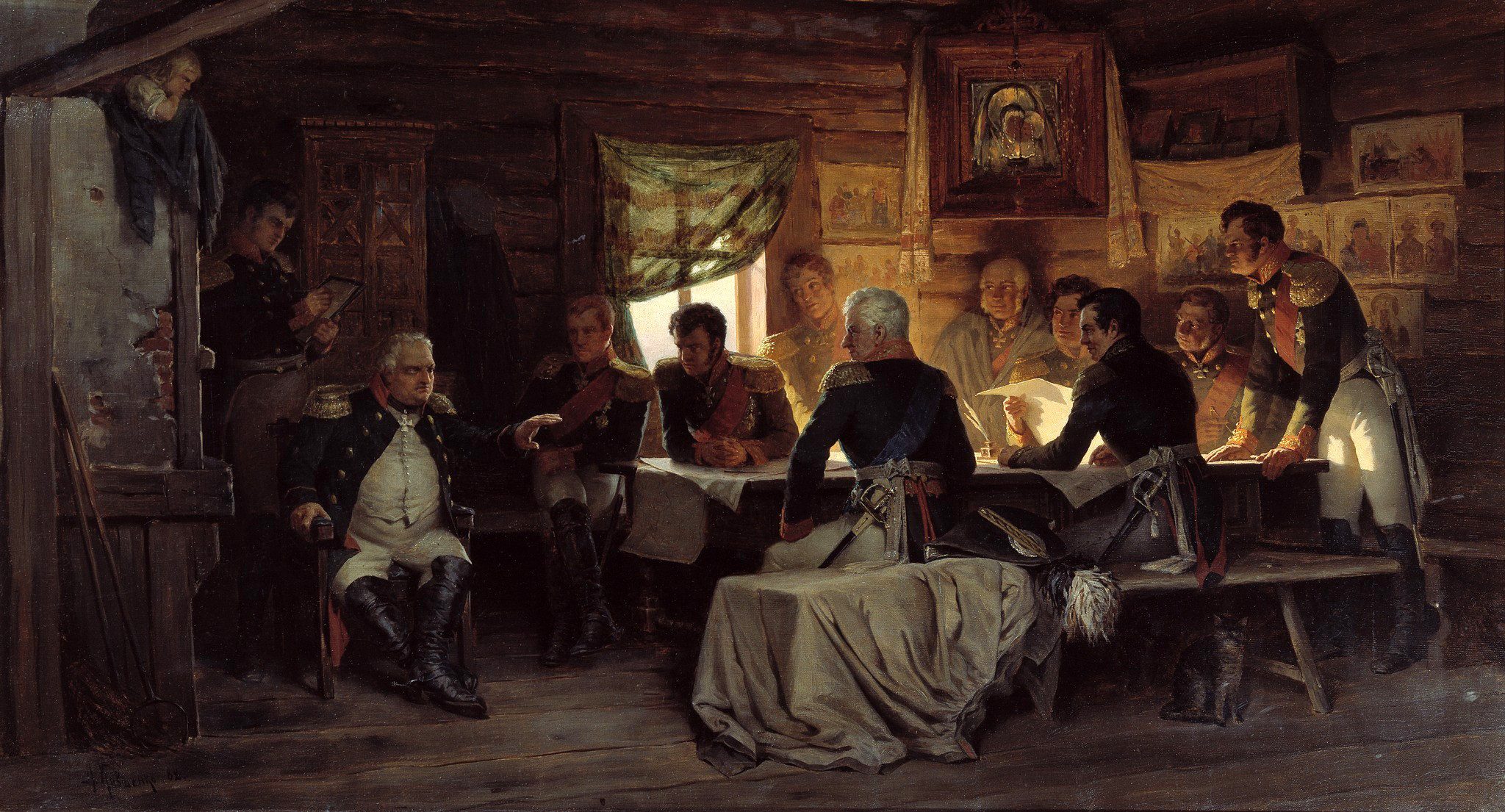
Картина Алексея Кившенко «Военный совет в Филях» (1880)

Сове́т в Филя́х — военный совет, который в соответствии с Воинским уставом был созван 1 (13) сентября 1812 года во время Отечественной войны главнокомандующим М. И. Кутузовым в деревне Фили к западу от Москвы.
На рассмотрение был вынесен вопрос о том, пытаться ли после Бородинского сражения дать ещё одно сражение под Москвой либо оставить город без боя.

## Накануне
Накануне проведения совета формирования русской армии расположились к западу от Москвы, чтобы дать бой войскам Наполеона. Позицию выбирал генерал Леонтий Беннигсен. Несмотря на мучившую его несколько дней сильную лихорадку, Барклай-де-Толли проинспектировал верхом поле боя и пришёл к выводу, что позиция губительна для формирований русской армии. К тем же выводам после него пришли, проехав по расположению русских войск, А. П. Ермолов и К. Ф. Толь. В свете этих донесений перед Кутузовым встал вопрос о необходимости продолжения отступления и сдачи Москвы (либо дачи боя прямо на улицах города).

## Ход совета
На совете присутствовали генералы М. Б. Барклай-де-Толли, задержавшийся в пути Л. Л. Беннигсен, Д. С. Дохтуров, А. П. Ермолов, П. П. Коновницын, А. И. Остерман-Толстой, сильно опоздавший Н. Н. Раевский, К. Ф. Толь, Ф. П. Уваров, а также дежуривший в тот день генерал П. С. Кайсаров. Протокола не велось. Основными источниками сведений о совете служат воспоминания Раевского и Ермолова, а также письмо Н. М. Лонгинова к С. Р. Воронцову в Лондон.
Открывший заседание Беннигсен сформулировал дилемму — дать бой на невыгодной позиции либо сдать неприятелю древнюю столицу. Кутузов поправил его, что речь идёт не о спасении Москвы, а о спасении армии, так как рассчитывать на победу можно только в случае сохранения боеспособной армии. Барклай-де-Толли предложил отступить на Владимирский тракт и далее к Нижнему Новгороду, чтобы в случае разворота Наполеона к Петербургу успеть перекрыть ему путь.
В своём выступлении Беннигсен объявил, что отступление обессмысливает кровопролитие в Бородинском сражении. Сдача священного для русских города подорвёт боевой дух солдат. Велики будут и чисто материальные потери от разорения дворянских имений. Несмотря на наступавшую темноту, он предложил перегруппироваться и без проволочек атаковать Великую армию. Предложение Беннигсена поддержали Ермолов, Коновницын, Уваров и Дохтуров.
В прениях первым выступил Барклай-де-Толли, подвергший критике позицию под Москвой и предложивший отступать: «Сохранив Москву, Россия не сохраняется от войны, жестокой, разорительной. Но сберёгши армию, ещё не уничтожаются надежды Отечества, и война… может продолжаться с удобством: успеют присоединиться в разных местах за Москвой приготовляемые войска».
За то, что Россия не в Москве, высказались Остерман-Толстой, Раевский и Толь. Последний указывал, что истощённая бородинским сражением армия не готова к новому столь же масштабному бою, тем более что многие командиры выведены из строя ранениями. В то же время отступление армии по улицам Москвы произведёт тягостное впечатление на горожан. На это Кутузов возразил, что «армия французская рассосётся в Москве, как губка в воде», и предложил отступать на рязанскую дорогу.

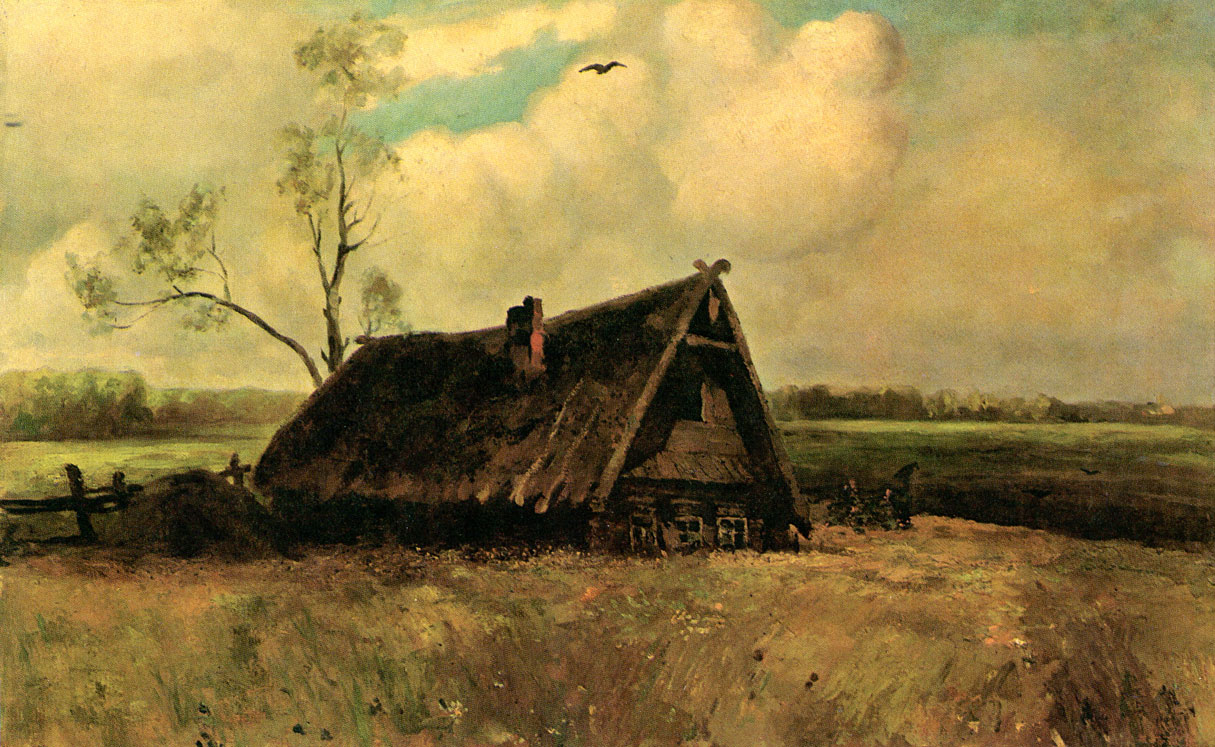
Картина Саврасова «Дом совета в Филях»

Опираясь на мнение меньшинства присутствующих, Кутузов принял решение, не давая сражения на неудачной позиции, оставить Москву (ибо, по его словам, повторявшим Барклая-де-Толли, «с потерей Москвы не потеряна ещё Россия»), чтобы сохранить армию для продолжения войны, а заодно сблизиться с подходящими резервами. Это решение требовало определённого мужества, так как мера ответственности за сдачу исторической столицы неприятелю была очень велика и могла обернуться для главнокомандующего отставкой. Никто не мог предсказать, как это решение будет воспринято при дворе.

## После совета
По окончании совета Кутузов вызвал к себе генерал-интенданта Д. С. Ланского и поручил ему обеспечить подвоз продовольствия на рязанскую дорогу. Ночью адъютант Кутузова слышал, как тот плакал. Армии, которая готовилась к бою, был отдан приказ отступать, вызвавший всеобщее недоумение и ропот. Отступление по городу производилось ночью. Решение об отступлении застало врасплох и московские власти во главе с графом Ф. В. Ростопчиным.
После двух дневных переходов русская армия свернула с рязанской дороги к Подольску на старую калужскую дорогу, а оттуда — на новую калужскую. Поскольку часть казаков продолжала отступать на Рязань, французские лазутчики были дезориентированы, и Наполеон в течение 9 дней не имел представления о местонахождении русских войск.

## Память о совете
Совет в Филях был описан Л. Толстым в романе «Война и мир». Отталкиваясь от толстовской литературной основы, художник А. Д. Кившенко написал к 70-летию проведения совета две картины одинакового содержания с изображением основных действующих лиц, первую в 1880 (хранится в Русском музее), вторую в 1882 году (Третьяковская галерея).
В традиции Толстого и Кившенко совет изображён в киноэпопее С. Бондарчука «Война и мир» (1967). Из соображений экономии хронометража среди всех участников совета в фильме слово дано только Кутузову и Беннигсену (причём последний на киноэкране изъясняется по-русски, которым в действительности не владел).
Изба крестьянина Михаила Фролова (часто ошибочно называемого Андреем Севастьяновичем Фроловым или, вслед за Л. Толстым, Андреем Севастьяновым), в которой происходил совет, сгорела в 1868 году, но была восстановлена в 1887 году, с 1962 года — филиал музея «Бородинская панорама». Достоверно первоначальный облик избы известен благодаря ряду этюдов, выполненных в 1860-е гг. А. К. Саврасовым.
Также совет в Филях нашёл свой отголосок в одноимённой композиции рок-группы «Ва-банкъ» (альбом «Жизнь на колёсах»).